# Vigna grahamiana
Vigna grahamiana là một loài thực vật có hoa trong họ Đậu. Loài này được (Wight & Arn.) Verdc. miêu tả khoa học đầu tiên.